# Maxim Alexejewitsch Sergejew
Maxim Alexejewitsch Sergejew (russisch Максим Алексеевич Сергеев; * 16. Juni 1999 in Leninogorsk) ist ein ehemaliger russischer Skispringer.

## Werdegang
Maxim Sergejew startete international zum ersten Mal im Rahmen des Europäischen Olympischen Winter-Jugendfestivals 2015 in Tschagguns, wo er im Einzel Platz 36 und im Mixed-Teamwettbewerb zusammen mit Marija Jakowlewa, Sofja Tichonowa und Kirill Kotik den zweiten Platz belegte.
Am 26. und 27. September 2015 startete Sergejew in Rasnov zum ersten Mal im FIS-Cup, wo er den 34. und 40. Platz belegte. Seitdem nimmt er regelmäßig bei FIS-Cup-Wettbewerben teil.
Bei den Olympischen Jugend-Winterspielen 2016 in Lillehammer belegte Sergejew im Einzelwettbewerb den achten Platz, im Mannschaftswettbewerb verpasste er gemeinsam mit Sofja Tichonowa und Witali Iwanow mit einem vierten Platz die Podestplätze.
Am 18. und 19. Februar 2017 debütierte Sergejew in Planica im Continental Cup, wo er im ersten Wettbewerb disqualifiziert wurde und im zweiten Wettbewerb den 44. Rang erreichte. In der Folge gelang es ihm trotz regelmäßiger weiterer Continental-Cup-Teilnahmen bislang erst einmal (Stand März 2020), und zwar mit einem 30. Platz im Dezember 2018 in Lillehammer, eine Top-30-Platzierung und damit Continental-Cup-Punkte zu erreichen.
Bei den Junioren-Weltmeisterschaften 2018 im Schweizer Kandersteg erreichte Sergejew im Einzelwettbewerb Platz 31. Im Mannschaftswettbewerb von der Normalschanze belegte er mit dem russischen Team zusammen mit Kirill Kotik, Alexander Marchukow und Michail Purtow den achten Platz, im Mixed-Teamwettbewerb belegte er zusammen mit Alexandra Baranzewa, Lidija Jakowlewa und Kirill Kotik den sechsten Platz.
Bei den Junioren-Weltmeisterschaften 2019 in Lahti belegte Sergejew im Einzelwettbewerb den 25. Platz und im Mannschaftswettbewerb von der Normalschanze zusammen mit Danil Sadrejew, Alexander Loginow und Michail Purtow den siebten Platz. Im Mixed-Teamwettbewerb gewann Sergejew zusammen mit Lidija Jakowlewa, Anna Schpynjowa und Michail Purtow für Russland die Goldmedaille vor Norwegen und Deutschland.
Am 9. und 15. Februar 2019 debütierte Sergejew im Rahmen zweier Teamwettbewerbe in Lahti und Willingen im Skisprung-Weltcup; beide Male belegte die russische Mannschaft jedoch nur den zehnten Platz und verpasste damit den Finaldurchgang. Zuvor scheiterten die vier Versuche zur Qualifikation für einen Wettbewerb der Vierschanzentournee 2018/19. Auch in den Qualifikationen für die Einzelwettbewerbe der Raw Air 2019 scheiterte er; in den Mannschaftswettbewerben belegte er mit dem russischen Team den neunten und siebten Platz. In der Raw-Air-Gesamtwertung wurde er am Ende 55. mit 600,4 Punkten.

## Statistik

### Raw-Air-Platzierungen
| Saison | Platz | Punkte |
| ------ | ----- | ------ |
| 2019   | 55.   | 600,4  |

### Continental-Cup-Platzierungen
| Saison  | Platz | Punkte |
| ------- | ----- | ------ |
| 2018/19 | 146.  | 001    |